# 8946 Yoshimitsu
8946 Yoshimitsu este un asteroid din centura principală de asteroizi.

## Descriere
8946 Yoshimitsu este un asteroid din centura principală de asteroizi. A fost descoperit pe 1 februarie 1997 la Ōizumi de Takao Kobayashi. El prezintă o orbită caracterizată de o semiaxă mare de 2,88 ua, o excentricitate de 0,10 și o înclinație de 2,0° în raport cu ecliptica.